# Igneomyia ferruginea
Igneomyia ferruginea är en tvåvingeart som beskrevs av Louis-Paul Mesnil 1970. Igneomyia ferruginea ingår i släktet Igneomyia och familjen parasitflugor.
Artens utbredningsområde är Madagaskar. Inga underarter finns listade i Catalogue of Life.